# Rodolfo Halffter
Rodolfo Halffter Escriche (Madrid, 1900 - Ciudad de México, 1987) fue un compositor español nacionalizado en México.

## Biografía
Fue el primer miembro de una familia de músicos españoles, hermano del compositor Ernesto Halffter y tío del compositor Cristóbal Halffter. Su padre, Ernesto Halffter Hein, procedía de Königsberg (Alemania) y era joyero de profesión. Su madre, Rosario Escriche Erradón, catalana, inició a sus hijos en el estudio de la música. Y un tío, Ernesto Escriche, fue concertista de piano, así es que el ambiente musical no era desconocido en la familia.[cita requerida]
Estudió en el Conservatorio de Madrid aunque como compositor fue autodidacta. Recibió consejos de Manuel de Falla, a quien consultó por primera vez durante una visita de dos meses a Granada en 1928.[cita requerida]
Perteneció al círculo de intelectuales de Madrid de los años 1930 y fue miembro activo del grupo de compositores conocido como Grupo de los Ocho o Grupo de Madrid. El músico español Adolfo Salazar influyó en estos jóvenes compositores, estimulándoles el deseo de renovación y dándoles a conocer la música de los artistas europeos de vanguardia, como Debussy, Schoenberg, Ravel, Bartok, etc. Fue en este periodo de su vida cuando Halffter compuso sus obras más importantes al tiempo que trabajaba como crítico musical del diario de Madrid, La Voz, y como secretario de música del Ministerio de Propaganda del gobierno republicano, por cuya causa tomó parte (al contrario que su hermano Ernesto Halffter, que se significó por su apoyo a Franco), por lo que tuvo que exiliarse al concluir la guerra civil española. El Grupo de los Ocho, también se disolvió, por ese motivo, al concluir la guerra.[cita requerida]
Al terminar la guerra civil, Rodolfo Halffter se trasladó a México, con su familia, pues en 1939 había recibido una invitación del gobierno mexicano. El país le agradó y se quedó.
Halffter arribó a México cuando el nacionalismo mexicano estaba declinando y él era ya un compositor con experiencia, por lo que nunca incluyó mexicanismos en su música. Su primera composición, Dos sonatas de El Escorial (1928), se había tocado en Madrid en 1930, como homenaje a Antonio Soler. Su obra más famosa de la década de los treinta es su ballet Don Lindo de Almería.[cita requerida]
En México obtuvo la plaza de profesor de análisis musical en el Conservatorio Nacional de Música y fue director de las Ediciones Mexicanas de Música. En 1940 fundó una compañía de ballet, la primera del país en música y ballet contemporáneos. En 1946 fue nombrado director de la revista Nuestra Música donde se hizo un manifiesto para crear "Los conciertos de los lunes" donde se tocaban obras contemporáneas y para que los compositores mexicanos pudieran hacer oír sus obras. Halffter introdujo la música dodecafónica y la música serial en México. Había estado enseñando el método a algunos de sus discípulos desde los cuarenta, pero no lo empleó en ninguna de sus composiciones hasta 1953. "Tres piezas para orquesta" fue la primera obra dodecafónica escrita en México. Su dodecafonismo es comparativamente tonal, ya que usa constantes repeticiones melódicas, armónicas y de acordes.
Su actividad como compositor no se apagó nunca y el estilo de los Ocho no desapareció de sus obras, además de un cierto clasicismo a la manera de Domenico Scarlatti y una tendencia a la politonalidad de naturaleza armónica.  
Halffter regresó a España en varias ocasiones a partir de 1963, siendo profesor de importantes cursos en Granada y Santiago de Compostela y participante en los festivales de música y temporadas de conciertos de Cuenca y de Madrid. Fue ganador del Premio Nacional de Bellas Artes en 1976 de México. En 1986 recibió el Premio Nacional de Música de España.

## Reconocimientos
Rodolfo Halffter recibió tres nominaciones a los premios Ariel.
| Ceremonia | Año  | Categoría       | Película       | Ganador |
| --------- | ---- | --------------- | -------------- | ------- |
| I         | 1946 | Música de fondo | Crepúsculo     | No      |
| VI        | 1951 | Música de fondo | Los olvidados  | No      |
| XIII      | 1958 | Música de fondo | Un mundo nuevo | No      |

## Obras
- Canciones sobre Marinero en Tierra de Alberti.
- Don Lindo de Almería (1936).
- Dos Sonatas de El Escorial (1930).
- Tres Epitafios (para las sepulturas de Don Quijote, Dulcinea y Sancho Panza), coral con texto de Cervantes.
- Concierto para violín y orquesta (1940).

### Música para cine
- Jesús de Nazareth, 1942 (de José Díaz Morales)
- Los olvidados, 1950 (de Luis Buñuel)